# Рашард Келлі
Рашард Декуан Келлі (народився 22 серпня 1995) — американський професійний баскетболіст клубу  «Прометей»  грає на позиції Легкий форвард/Важкий форвард.

## Кар'єра середньої школи
Келлі почала грати в баскетбол у чотири роки, граючи проти старших конкурентів. Після першого сезону в середній школі «Канцлерська середня школа» у Фредеріксбурзі, штат Вірджинія, він перевівся за порадою матері до середньої школи «Бішопа О'Коннелла» в Арлінгтоні, штат Вірджинія, завдяки чудовій баскетбольній програмі та вчителям. Будучи старшим, Келлі грав за «Військову академію Массанаттена» у Вудсток, штат Вірджинія, перш ніж закінчити аспірантуру у  «військовій академії Харгрейв» у Чатгем, штат Вірджинія, щоб привернути більше уваги вболівальникі він грав за «D.C. Assault».

## Кар'єра в університеті
Келлі чотири роки грав у студентський баскетбол за «Уічіто Стейт Шокерс». Будучи юніором, він був призначений до команди сидіння на «Конференція долини Міссурі». Келлі набирав у середньому 5,5 очка та робив 4,8 підбирання за гру. Будучи старшокласником, Келлі набирав у середньому 5,6 очок і 7,6 підбирань за гру, зробивши шкільний рекорд — 104 підбирання в нападі. Він став шостим гравцем в історії програми, який виграв щонайменше 100 ігор за кар'єру.

## Професійна кар'єра

### Парма (2018-2019)
Після того, як не був обраний на драфті НБА 2018 року, Келлі підписав контракт з російським клубом «Парма» з Єдиної ліги ВТБ. Він грав у Матчі зірок Єдиної ліги ВТБ 2019. У 26 матчах Келлі в середньому набирав 11 очок, 7,7 підбирання та 1,9 передачі за гру.

### Аквіла Баскет Тренто (2019-2020)
11 липня 2019 року Келлі підписав однорічну угоду з «Аквіла Баскет Тренто» з італійської Баскетбольна серія A ксерії А  та ЄвроКубку. Келлі набирав у середньому 10,6 очка, 6,1 підбирання, 2,4 передачі, 1,3 перехоплення та 1 блок-блок за гру. У березні 2020 року він повернувся до США під час  пандемії COVID-19.

### Газіантеп Баскетбол (2020-2021)
22 липня 2020 року Келлі підписав контракт з «Газіантеп Баскетбол» з турецької баскетбольної Суперліги. Келлі набирав 11,9 очка, 8,0 підбирання, 2,0 передачі та 1,4 перехоплення за гру.

### Діжон (2021-2022)
16 липня 2021 року Келлі підписав контракт з «Діжоном» з Pro A. Став ключовим гравцем  «Діжона» допоміг команді фінішувати на 5-місці, набравши в серезному за гру 11,6 очка, 6,4 підбирання, 2,2 передачі та 1,2 перехоплень.

### Тасманія Джек Джамперс (2022-2023)
21 червня 2022 року Келлі підписав контракт з «Тасманія ДжекДжамперс» в Австралії на сезон 2022–2023. Провів 31 матч в яких в середньому набирав 12.1 очка, 6,2 підбирання, 1,5 передачі та 0,9перехоплення за гру. Допоміг команді фінішувати на 4-місці в чемпіонаті. 

### Вулвз (2022-2023)
Після завершення сезону в Австралії 1 березня 2023 року Келлі підписав контракт з «БК Вулвз» з Литви. Який виступає в ЄПБЛ та 
ЛБЛ. Допоміг команді завоювати срібні медалі ЄПБЛ, 
30 липня 2023 року розійшовся з клубом. 

### Прометей (2023-дотепер)
На сезон 2023-2025 Келлі підписав контракт з «Прометеєм» який виступає в Латвійсько-естонській баскетбольній лізі та Єврокубоку. 

## Досягнення

### Міжнародні
- Фіналіст Європейської Північної Баскетбольної Ліги : 2022-2023.